# 윈체스터 73
《윈체스터 73》(영어: Winchester '73)은 미국에서 제작된 안소니 만 감독의 1950년 서부 영화이다. 제임스 스튜어트, 쉘리 윈터스, 스티븐 맥널리이 주연으로 출연하였고 애론 로젠버그이 제작에 참여하였다.
2015년 이 영화는 미국 의회도서관에 의해 문화적으로, 역사적으로, 미적으로 중요성을 인정받아 미국 국립영화등기부에 선정, 보존되었다.

## 출연

### 주연
- 제임스 스튜어트 - 린
- 쉘리 윈터스 - 로라
- 밀러드 미첼 - 스페이드
- 스티븐 맥널리 - 더치 헨리

### 조연
- 댄 두리에 - 웨이코
- 찰스 드레이크 - 스티브
- 존 맥킨타이어 - 존
- 윌 기어 - 와이어트 어프
- 제이 C. 플리펜 - 기병대장
- 록 허드슨 - 인디언
- 존 알렉산더 - 술집 주인
- 스티브 브로디 - 더치의 동료
- 제임스 밀리컨 - 더치의 동료

## 한국판 성우진(MBC)
- 박일 - 린(제임스 스튜어트)
- 신성호 - 더치 헨리(스티븐 맥널리)
- 황일청 - 스페이드(밀러드 미첼)
- 윤성혜 - 로라(쉘리 윈터스)
- 김태훈 - 와이어트 어프(윌 기어)
- 이윤연 - 스티브(찰스 드레이크) / 남성(스티브 대럴)
- 최원형 - 웨이코(댄 두리에) / 인디언(록 허드슨)
- 안장혁 - 기병대장(제이 C. 플리펜) / 바텐더(테드 맵스)
- 박지훈 - 존(존 맥킨타이어)
- 이철용 - 술집 주인(존 알렉산더)
- 최석필 - 더치의 동료(스티브 브로디)
- 엄태국 - 더치의 동료(제임스 밀리컨)
- 오주연 - 제임슨 부인(버지니아 뮬렌) / 남자 아이(지미 호킨스)

## 기타
- 미술: 버나드 헤즈브런
- 미술: 나단 주런
- 음향부문: 레슬리 I. 가리
- 음향부문: 리처드 드 위스

## 같이 보기
- 바벨 (2006년 영화)